# .et
.et (Etiópia) é o código TLD (ccTLD) na Internet para a Etiópia.